# Hercuniates
A hercuniates nevű nép ókori kelta néptörzs volt Pannóniában. Először idősebb Plinius említi őket, területüket az eraviszkuszok és a latovikok közé helyezi. Ptolemaiosz Klaudiosz az alsó-pannóniai népek egyikének tartja őket, amely Pannonia Inferior nyugati felében, az északabbra élő amantinok alatt lakott, s tőlük délebbre éltek az andizetek és a breukok. Egyes kutatók lakóhelyüket Pécs tájékára teszik.